# Sympis parkeri
Sympis parkeri là một loài bướm đêm trong họ Noctuidae.